# Municipio de Miller (condado de Gentry)
El municipio de Miller (en inglés: Miller Township) es un municipio ubicado en el condado de Gentry en el estado estadounidense de Misuri. En el año 2010 tenía una población de 432 habitantes y una densidad poblacional de 1,57 personas por km².

## Geografía
El municipio de Miller se encuentra ubicado en las coordenadas 40°6′11″N 94°19′34″O / 40.10306, -94.32611. Según la Oficina del Censo de los Estados Unidos, el municipio tiene una superficie total de 275.76 km², de la cual 275,66 km² corresponden a tierra firme y (0,03 %) 0,1 km² es agua.

## Demografía
Según el censo de 2010, había 432 personas residiendo en el municipio de Miller. La densidad de población era de 1,57 hab./km². De los 432 habitantes, el municipio de Miller estaba compuesto por el 99,54 % blancos, el 0,23 % eran de otras razas y el 0,23 % eran de una mezcla de razas. Del total de la población el 0,23 % eran hispanos o latinos de cualquier raza.